# Patrick Le Lay
Patrick Le Lay (Saint-Brieuc, 7 de junho de 1942 — 18 de março de 2020) foi um executivo francês. Ele foi diretor-geral do TF1, o mais importante canal de televisão da França. Em 2010, foi nomeado pelo empresário François Pinault presidente do Stade Rennais Football Club.
Patrick chegou a ser preso no final de 1995, acusado de corromper Gérard Colé, presidente da Française des Jeux para ter a exclusividade dos sorteios da Loto em sua TV.
Morreu no dia 18 de março de 2020, aos 77 anos.